# Георгіос Сотіріадіс

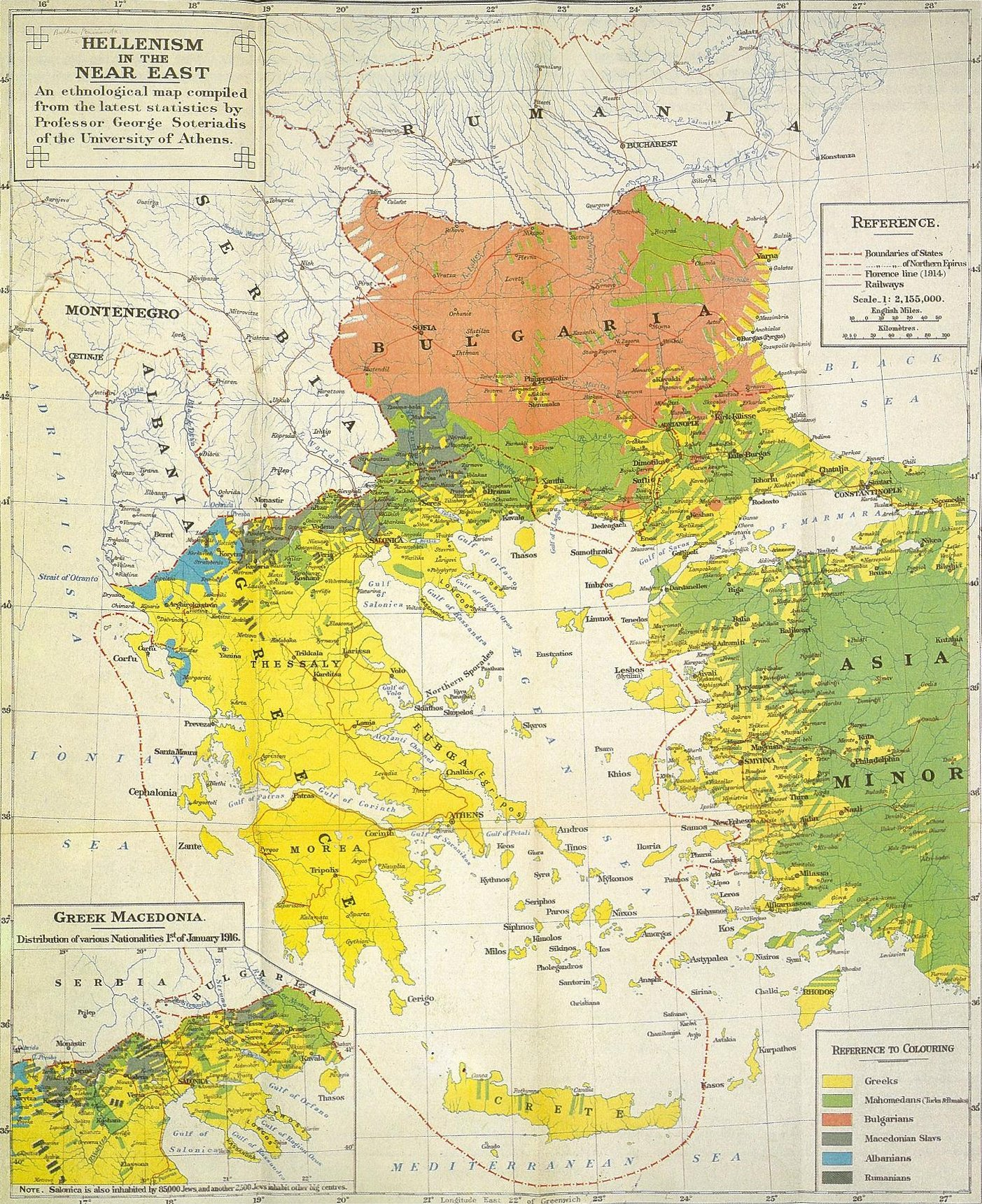
Етнографічна карта (1918)

Георгіос Сотіріадіс (грец. Γεώργιος Σωτηριάδης; 1852–1941) — грецький філолог та археолог.

## Біографія
Сотіріадіс народився у 1852 році в Сидірокастро нинішнього нома Серрес, регіону Центральна Македонія. В Османській імперії місто називалося Демір-Іссар. Виїхавши у Грецьке королівство, Сотіріадіс навчався на філософському факультеті Університету Афін. Продовжив навчання у Мюнхені, де отримав ступінь доктора.
Викладав у грецьких школах в Одесі, Яніні, Філіппуполі (сучасний Пловдів) і в Афінах.
У 1896 році Сотіріадіс був призначений ефором (куратором) Афінського археологічного товариства. В 1912 році став викладачем історії в університеті Афін.
У 1918 році видавництво «Станфорд» опублікувало карту Сотіріадіса «Еллінізм і Близький Схід».
Карта Сотіріадіса представляла офіційну грецьку точку зору на кінець Першої світової війни і її видання підкріплювало грецькі територіальні претензії, крім іншого, на Північний Епір та Фракію.
У період 1918—1920 років Сотіріадіс був заступником президента Афінського археологічного товариства.
У 1926 році став викладачем в Університеті Аристотеля в Салоніках, а також першим ректором цього університету. Після офіційної організації Афінської академії наук у 1926 Сотіріадіс став її постійним членом.
Помер в Афінах у 1941 році.

## Праці
Видав багато історичних та археологічних робіт. Провадив археологічні розкопки в Фермоні, Беотії, Фокіді, Локриді і Марафоні.
Серед його робіт:
- «Про топографію древніх Фів» (грец. «Περί της τοπογραφίας των αρχαίων Θηβών»), Баварська академія наук, 1904,
- «Менандр і древня комедія» («Ο Μένανδρος και η αρχαία κωμωδία»),
- «Еліпсоїдальні будівлі Фермона, його Акрополь і музей» (Τα ελλειψοειδή κτίσματα του Θέρμου και η Ακρόπολις και του μουσείον αυτής)

та інші.
Сотіріадіс переклав сучасною мовою трилогію «Орестея» Есхіла, а також переклав з німецької «Історію Візантійської літератури» Карла Крумбахера.